# Jerzy Edward Anders
Jerzy Edward Anders (ur. 8 września 1896 w Błoniu, zm. 21 grudnia 1977) – podpułkownik kawalerii Wojska Polskiego II Rzeczypospolitej, kawaler Orderu Virtuti Militari.

## Życiorys
Jerzy Edward Anders urodził się w majątku Błonie (obecnie na terenie Krośniewic) znajdującym się wówczas na terytorium Królestwa Polskiego będącego częścią Imperium Rosyjskiego. Jego ojciec Albert Anders (1863–1942) pracował jako administrator majątków ziemskich. Matką była Elżbieta, z domu Tauchert (1868–1930). Oboje rodzice urodzili się w Boglewicach (obecnie powiat grójecki). Byli wyznania ewangelickiego. Rodzice ochrzcili go w Kościele Ewangelicko-Augsburskim w Chodczu (obecnie powiat włocławski). Miał trzech braci, którzy jak on zostali zawodowymi żołnierzami Wojska Polskiego: generała Władysława Andersa (1892–1970), Karola (1893–1971) i Tadeusza Konstantego (1902–1995) oraz starszą siostrę Joannę (1891–1958).
Karierę wojskową rozpoczął w armii rosyjskiej podczas I wojny światowej, a następnie jako podoficer służył w oddziale łączności 1 Pułku I Korpusu Polskiego. Od początku 1919 dowodził II plutonem 4 Szwadronu 1 Pułku Ułanów Wielkopolskich (później 15 Pułku Ułanów Poznańskich). Brał udział w wojnie polsko-bolszewickiej na froncie litewsko–białoruskim i w ofensywie znad Wieprza. W 1921 zweryfikowany w stopniu porucznika (starszeństwo z 1 czerwca 1919, lok. 43). 30 czerwca 1921 Dekretem L.3109 Wodza Naczelnego został odznaczony Krzyżem Srebrnym Orderu  Virtuti Militari (V klasy). W 1923 awansowany do stopnia rotmistrza (starszeństwo z 1 lipca 1923, lok. 40). Został dowódcą szwadronu 15 Pułku Ułanów Wielkopolskich. Od marca 1930 dowodził szwadronem zapasowym. W czerwcu 1930 został przeniesiony do  9 Pułku Strzelców Konnych, gdzie pełnił służbę na stanowisku dowódcy szwadronu ciężkich karabinów maszynowych. Był słuchaczem XII promocji Wyższej Szkoły Wojennej (1931–1933), ale po pierwszym roku nauki odszedł ze szkoły i wrócił do macierzystego 9 psk w Grajewie. W 1932 został awansowany do stopnia majora (starszeństwo z 1 stycznia 1932, lok. 6). Po powrocie do 9 Pułku Strzelców Konnych dowodził szwadronem zapasowym. W latach 1934–1938 pełnił służbę w 3 Pułku Ułanów Śląskich, między innymi na stanowisku kwatermistrza. W latach 1938–1939 był zastępcą dowódcy 5 Pułku Ułanów Zasławskich. W 1939 został awansowany do stopnia podpułkownika (starszeństwo z 19 marca 1939, lok. 12). W kampanii polskiej 1939 był zastępcą dowódcy 5 Pułku Ułanów Zasławskich, a od 14 września dowódcą tego pułku. Dostał się do niewoli niemieckiej. Do końca II wojny światowej był więziony w niemieckim Oflagu VIIA Murnau. Został oswobodzony w kwietniu 1945. Po oswobodzeniu udał się do 2 Korpusu Polskiego we Włoszech. 13 listopada 1945 objął dowództwo Pułku 3 Ułanów Śląskich w 2 Korpusie Polskim. Dowodził pułkiem do lipca 1947. Po demobilizacji w 1947 pozostał na emigracji w Wielkiej Brytanii. Następnie przeniósł się do Kanady, gdzie zmarł. Został pochowany na York Cemetary w Toronto. Był żonaty z Wandą Gużewską (1893–1985).

## Awanse
- porucznik – zweryfikowany ze starszeństwem z dniem 1 czerwca 1919 w korpusie oficerów zawodowych kawalerii
- rotmistrz – 1923 ze starszeństwem z dniem 1 lipca 1923 w korpusie oficerów zawodowych kawalerii
- major – 1932 ze starszeństwem z dniem 1 stycznia 1932 w korpusie oficerów zawodowych kawalerii
- podpułkownik – 1939 ze starszeństwem z dniem 19 marca 1939
- pułkownik[16]

## Ordery i odznaczenia
- Krzyż Srebrny Orderu Virtuti Militari[19]
- Krzyż Walecznych (czterokrotnie)
- Złoty Krzyż Zasługi
- Medal Niepodległości[20]